# Roland-Marie Gérardin
Roland-Marie Gérardin (né à Paris le 18 novembre 1907, mort à Rome le 21 février 1935), est un peintre français.

## Biographie
Entré à l'École des Beaux-Arts de Paris en 1926, il est l'élève de Jean-Pierre Laurens et de Louis Roger. Il est reçu comme logiste au Prix de Rome en 1928 avec pour sujet Concert champêtre, mais échoue. Il obtient un « Second Grand Prix » pour le concours du Prix de Rome de 1930 (avec pour sujet Geneviève de Brabant), et se présente au concours de 1931 (Le Retour du fils prodigue) et 1932 (L'Enfance du Christ). Il remporte finalement le Grand Prix en 1933 avec Suzanne et les Vieillards. Il se distingue également lors du concours de la Tête d'expression en 1930. Il expose au Salon de la Société des Artistes français, où il reçoit deux médailles d'argent, en 1930 et 1931. 
Parti pour Rome en 1933 après son succès au concours, il meurt prématurément deux ans plus tard, de la tuberculose ou d'un cancer foudroyant. Il avait eu le temps d'envoyer en 1935, comme envoi réglementaire, une copie de Rémus et Romulus de Rubens. Il est inhumé à Bréchamps (Eure-et-Loir). Une exposition rétrospective de son œuvre est organisée à l'École des Beaux-Arts quelques mois après sa mort. Son fonds d'atelier est dispersé en partie lors d'une vente à Besançon en 1999.

## Œuvres
| Image | Titre                      | Date | Technique et dimensions      | Commentaire | Lieu de conservation                               | Référence |
| ----- | -------------------------- | ---- | ---------------------------- | ----------- | -------------------------------------------------- | --------- |
|       | Vigilance, berger ségovien | 1930 | Huile sur toile              |             | Paris, École nationale supérieure des Beaux-Arts   |           |
|       | Suzanne et les vieillards  | 1933 | Huile sur toile 145 x 115 cm |             | Paris, École nationale supérieure des Beaux-Arts   |           |
|       | Portrait d'Yves Brayer     | 1934 | Huile sur toile 47 x 37 cm   |             | Rome, Académie de France à Rome, Villa Médicis     |           |
|       | Repas de paysans           | 1935 | Huile sur toile 185 x 200 cm |             | Saint-Étienne, musée d'art moderne et contemporain |           |